# Bob Alexander
Pour les articles homonymes, voir Alexander.
Bob Alexander est un tromboniste né à Roxbury (Boston), dans le Massachusetts, le 23 novembre 1920 et mort dans l'oubli en 1941[réf. nécessaire].
Inspiré par Tommy Dorsey, il joue avec Joe Marsala et dans des orchestres commerciaux en 1941-42, puis avec Jimmy Dorsey. Il amorce une carrière free-lance comme musicien de studio, et meurt.